# Rugby a 15 nel 1927

## Attività Internazionali

### Tornei per nazioni
|  | Cinque nazioni | Scozia e Irlanda |

### I tour e Test
- British Lions in Argentina: è un tour "ufficioso" quello del 1927 in Argentina. 9 successi in 9 partite di cui 4 contro la nazionale Argentina.

- Il Nuovo Galles del Sud, che all'epoca di fatto rappresentava tutta l'Australia si reca in Tour in Europa.

Conquista due successi con Galles e Francia, ma cede a Inghilterra e Scozia
- Sulla scena europea, riappare dopo alcuni anni la Romania che attraversa l'Europa con un tour.

 Sistema di punteggio: meta = 3 punti, Trasformazione=2 punti .Punizione e calcio da mark= 3 punti. drop = 4 punti. 
- Altri test : Primi contatti Rugbistici tra Francia, Spagna e Germania

| Madrid 1º marzo 1927 | Spagna | 6 – 66 | Francia XV |  |

| Arbitro: | W Jackson |

|                                                                               |           |                    |
| mete: Bousquet, Cazenave Galia, Graciet, Houdet 2 Vellat 2 trasf.: Destarac 3 | Marcatori | 1 meta trasformata |

| Francoforte sul Meno 15 maggio 1927 | Germania  | 17 – 16 | Francia | (15.000 spett.)\| Arbitro: \| W Jackson \| |
| Arbitro:                            | W Jackson |         |         |                                            |

## I Barbarians
Nel 1927 la squadra ad inviti dei Barbarians ha disputato i seguenti incontri:
| Northampton 3 marzo 1927 | East Midlands | 11 – 24 | Barbarians |  |

| Penarth 15 aprile 1927 | Penarth RFC | 3 – 8 | Barbarians |  |

| Cardiff 16 aprile 1927 | Cardiff RFC | 16 – 8 | Barbarians | Arms Park |

| Swansea 18 aprile 1927 | Swansea RFC | 9 – 27 | Barbarians | (Saint Helen's) |

| Newport 19 aprile 1927 | Newport RFC | 9 – 8 | Barbarians | (Rodney Parade) |

| Leicester 27 dicembre 1927 | Leicester Tigers | 16 – 13 | Barbarians | (Welford Road) |

## Campionati Nazionali
| Argentina            | Camp. di Buenos Aires | CASI              |
| Francia              | Campionato 1926-27    | Stade toulousain  |
| Nuovo Galles del Sud | Shute Shield          | Sydney University |
| Romania              | Campionato            | Sportul Bucarest  |
| Sudafrica            | Currie Cup:           | Western Province  |